# わっぱ煮

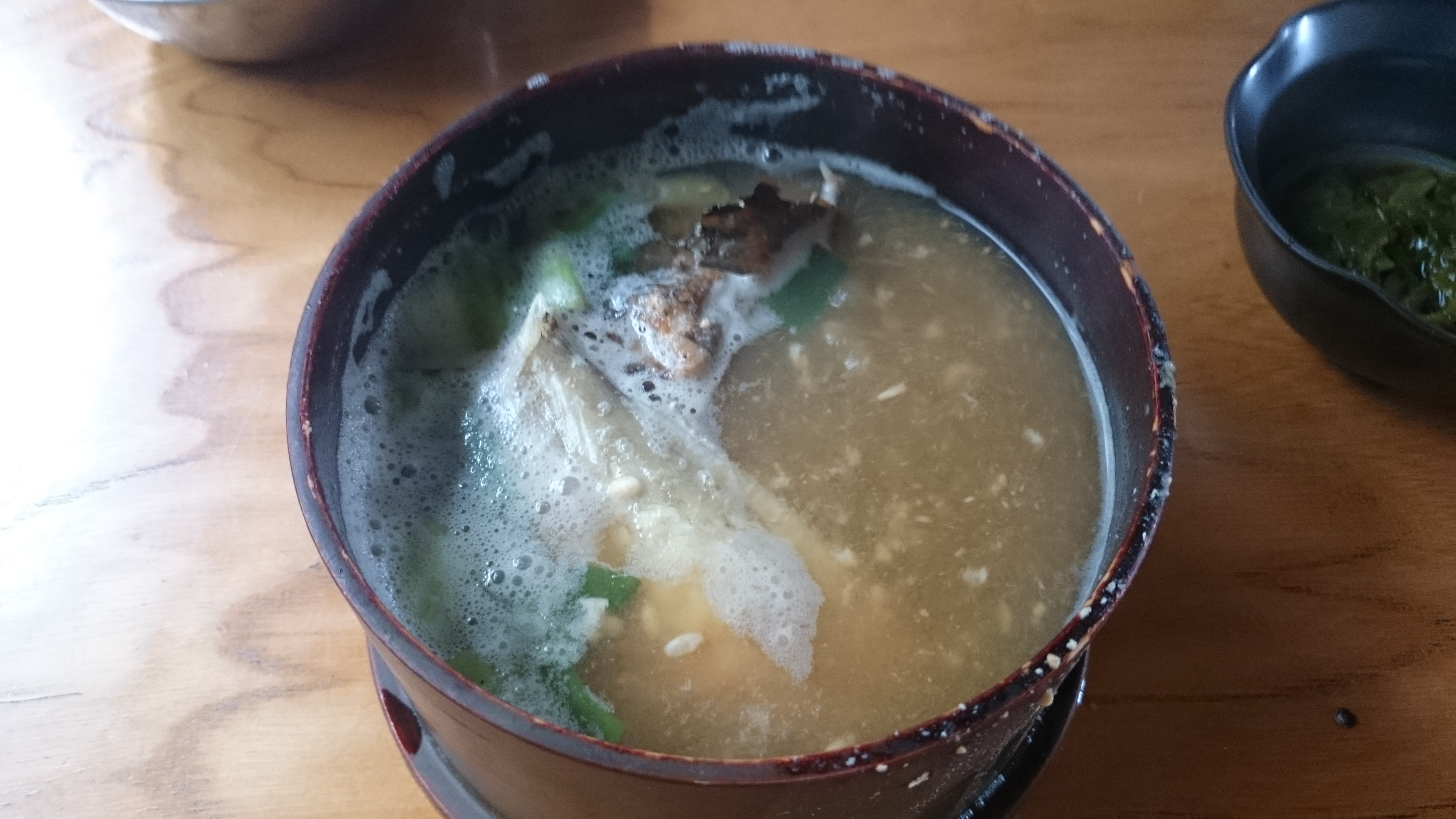
わっぱ煮の例

わっぱ煮（わっぱに）は、新潟県粟島の郷土料理である。
浜辺で入手できるものを使って調理する漁師たちが食した料理である。
漁師の朝食に食べられており、先に帰った漁師が後から帰ってくる漁師の分もまとめて作るために考案された料理である。発祥の時期は定かではないが、昭和初期には「粟島の『珍料理』」として紹介されている。
「わっぱ」と呼ばれる杉製の桶の中に新鮮な焼いた魚、ネギ、味噌、水を入れ、食べる直前に熱した石を入れる。石の熱でわっぱの中は煮えたぎり、調理完了となる。
使われる魚は、メバルやソイ、カワハギといった白身魚であることが多い。また、耐熱性の強い玄武岩が用いられる。
従来は、大きな1つのわっぱで作っていたが、現在では1人用の小さなわっぱで調理され、粟島の観光目的の1つになっている。観光客の朝食に出すために「わっぱ煮広場」が設けられ、釜谷集落に宿泊した観光客全員がわっぱ煮広場で朝食を摂る光景も話題となっている。わっぱ煮広場は防火のために集落内の各民宿で個別に火を焚くことを避ける目的もある。
類似する料理に、わっぱではなく木桶を使った秋田県男鹿市の石焼き鍋がある。